# Charlotte Kreuter-Kirchhof
Charlotte Kreuter-Kirchhof (* 1970 in Heidelberg) ist eine deutsche Rechtswissenschaftlerin und Hochschullehrerin sowie Vize-Koordinatorin des Vatikanischen Wirtschaftsrates.

## Leben
Charlotte Kreuter-Kirchhof studierte als Stipendiatin des Cusanuswerks Rechtswissenschaften an den Universitäten Heidelberg, Genf und Tübingen. 1996 legte sie in Tübingen die Erste Juristische Staatsprüfung ab. Das Referendariat absolvierte sie beim Landgericht Heidelberg mit Stationen an der Hochschule für Verwaltungswissenschaften Speyer, beim Verwaltungsgerichtshof Baden-Württemberg in Mannheim und beim Deutschen Industrie- und Handelskammertag in Brüssel. 1998 erfolgte die Zweite Juristische Staatsprüfung. Sie gilt als Expertin für öffentliches Recht, Europarecht und Völkerrecht.
Nach einer Gutachtertätigkeit für das Bundesministerium für Umwelt, Naturschutz und Reaktorsicherheit war sie von 1999 bis 2005 Wissenschaftliche Assistentin am Institut für Völkerrecht der Universität Bonn. Hier wurde sie 2003 mit einer Dissertation zum Thema Neue Kooperationsformen im Umweltvölkerrecht: die Kyoto-Mechanismen zum Dr. jur. promoviert. Nach einer Tätigkeit als Richterin am Sozialgericht Hildesheim habilitierte sie sich im Jahr 2013 in Bonn mit der Schrift Personales Eigentum im Wandel. Es folgten Lehrstuhlvertretungen an den Universitäten Köln, Düsseldorf und Bochum.
Seit 2015 ist sie Inhaberin des Lehrstuhls für Deutsches und Ausländisches Öffentliches Recht, Völkerrecht und Europarecht an der Juristischen Fakultät der Universität Düsseldorf. Seit 2017 ist sie auch Direktorin des Düsseldorfer Instituts für Energierecht.
Charlotte Kreuter-Kirchhof gehört der römisch-katholischen Kirche an und ist in ihr vielfältig engagiert. Sie ist Beraterin der Unterkommission Frauen in Kirche und Gesellschaft der Pastoralkommission der Deutschen Bischofskonferenz und Vorsitzende des Hildegardis-Vereins zur Förderung von Frauenstudien in Deutschland. Am 6. August 2020 ernannte Papst Franziskus sie als eine von sechs Frauen, darunter auch Marija Kolak, zum Mitglied des Vatikanischen Wirtschaftsrates. Im Jahr 2021 wurde sie in den Wissenschaftlichen Beirat der Bundesregierung für Biodiversität und Genetische Ressourcen (WBBGR) berufen.
Am 19. Mai 2021 wurde Charlotte Kreuter-Kirchhof vom nordrhein-westfälischen Landtag zum stellvertretenden Mitglied des Verfassungsgerichtshofs für das Land Nordrhein-Westfalen gewählt. Papst Franziskus berief sie am 25. Oktober 2021 zur Vize-Koordinatorin des Vatikanischen Wirtschaftsrates.
Am 20. Dezember 2021 wurde verkündet, dass Kreuter-Kirchhof einen Ruf an die Westfälische Wilhelms-Universität Münster auf die dortige Professur für Öffentliches Recht mit Schwerpunkt Verwaltungsrecht erhalten hatte, den sie jedoch in der Folge ablehnte.
Kreuter-Kirchhof ist eine Tochter des Juristen Paul Kirchhof und Nichte des Juristen Ferdinand Kirchhof. Sie ist mit Jens Kreuter verheiratet und Mutter von drei Kindern.

## Werke
- Neue Kooperationsformen im Umweltvölkerrecht: die Kyoto-Mechanismen. Duncker und Humblot, Berlin 2005, zugl.: Bonn, Univ., Diss., 2003. ISBN 978-3-428-11492-4.
- Personales Eigentum im Wandel. Tübingen Mohr Siebeck [2017], Habilitationsschrift, Rheinische Friedrich-Wilhelms-Universität Bonn, 2013. ISBN 978-3-16-154646-4.
- (mit Paul Kirchhof): Waldeigentum und Naturschutz: der verfassungsrechtliche Schutz des Waldeigentums im Landesnaturschutzgesetz Nordrhein-Westfalen. Nomos, Baden-Baden 2017, ISBN 978-3-8487-4439-8.
- (mit Paul Kirchhof): Staats- und Verwaltungsrecht Bundesrepublik Deutschland – Mit Europarecht-, 60. Auflage 2020/21 C.F.Müller-Campus, ISBN 978-3-8114-4918-3